# Farsa fliacica

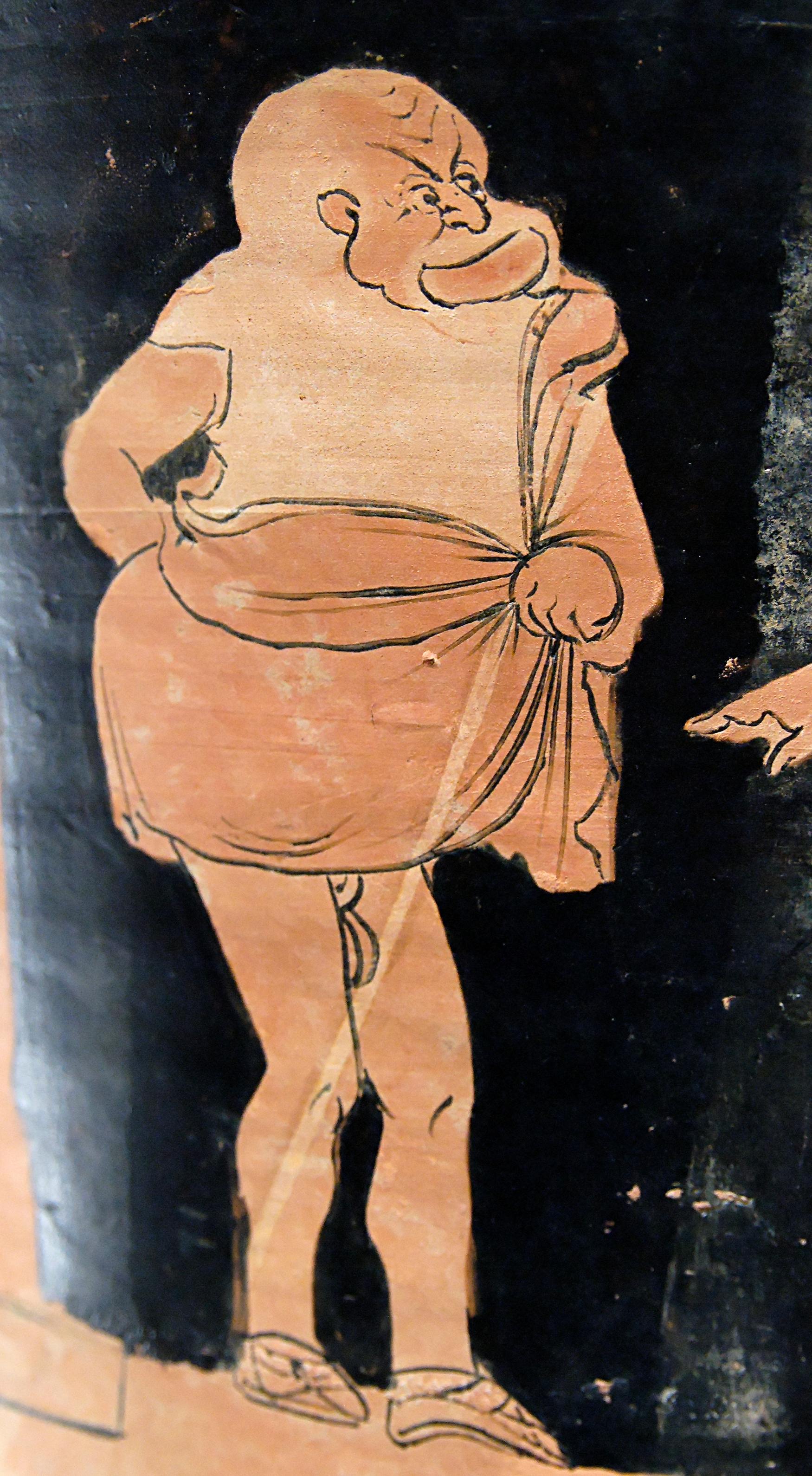
Un attore impersona uno schiavo atticciato. Scena di farsa fliacica da un cratere a calice siceliota a figure rosse (350–340 a.C.) Museo del Louvre, Parigi

La farsa fliacica fu un genere drammatico comico sviluppatosi nelle colonie doriche della Magna Grecia in età ellenistica, tra il IV e il III secolo a.C. Si trattava di una tipologia teatrale del tutto particolare, che ebbe forse origine nella stessa Italia meridionale, seppure grazie alle influenze provenienti dall'Ellade, e influenzò la nascita del teatro latino.
Il nome deriva dal greco φλύακες (fliaci), che indicava gli attori o mimi che inscenavano tali rappresentazioni. Questi, probabilmente, recitavano su un palcoscenico e non nell'orchestra, vestiti di maschere grottesche od oscene provviste di imbottiture che rendevano ridicole le figure. La farsa fliacica fu codificata da Rintone di Taranto nel genere letterario dell'ilarotragedia, che consisteva in un approccio comico agli argomenti consuetamente affrontati della tragedia greca; le situazioni si rifacevano, in particolare, a quelle tipiche della commedia nuova, quali le scene di vita quotidiana o i racconti parodiati delle storie degli dei olimpici.
In aggiunta ai pochissimi frammenti dell'opera di Rintone, le maggiori testimonianze sul genere della farsa fliaciche sono costituite dalle numerose rappresentazioni vascolari di grotteschi pagliacci che indossano osceni costumi e recitano su un palcoscenico; non è però possibile attestare la veridicità delle rappresentazioni: è possibile che il palcoscenico sia una convenzione artistica delle rappresentazioni pittoriche, e che le maschere siano in realtà i tratti corporei degli attori particolarmente accentuati.